# Меерхофф, Мариана
Мариана Меерхофф (исп. Mariana Meerhoff, род. 17 июня 1975, Монтевидео) — уругвайская исследовательница и профессор Республиканского университета Уругвая. Почётный младший научный сотрудник Орхусского университета и член Консультативного совета Южноамериканского института исследований и образования в области наук об устойчивом развитии и устойчивости (SARAS).

## Биография
Работает профессором 5-го уровня в PEDECIBA, научный сотрудник 3-го уровня Национальной системы расследований Национального агентства исследований и инноваций (SNI, ANII) Уругвая. Автор более 90 научных статей в рецензируемых журналах. В 2011 году была удостоена Премии L’Oréal-ЮНЕСКО для женщин в науке за проект «Функционирование экосистемы в водоемах: влияние степени воздействия и раскрытие экосистемы». В 2015 году получила Международное признание профессионального мастерства в области лимнологии (IRPE) и национальную премию Роберто Калдейро Барсиа (PEDECIBA).

## Академическая карьера
В 18 лет (в 1994 году) Мариана Меерхофф поступила на факультет естественных наук Республиканского университета на программу бакалавра биологических наук, которую окончила в 1998 году со специализацией в области экологии. В период с 1999 по 2001 год она получила степень магистра биологических наук (PEDECIBA, UdelaR) под руководством доктора Нестора Маццео и доктора Брайана Мосса, защитив диссертацию на тему "Влияние присутствия гидрофитов на структуру зоопланктона и рыбных сообществ в мелком гиперутрофном озере. В 2006 году она защитила докторскую диссертацию в Орхусском университете в Дании под руководством доктора Эрика Йеппесена и доктора Тома В. Мэдсена. Её диссертация называлась «Структурирующая роль макрофитов в трофической динамике мелких озёр в условиях потепления климата». В 2010 году она получила докторскую степень при сотрудничестве Уругвая с Данией. В том же году она стала доцентом Университетского центра Восточного региона.

## Награды и признание
- 2011: лауреат Премии L’Oréal-ЮНЕСКО для женщин в науке[2]
- 2015: лауреат Международного признания профессионального мастерства в области лимнологии[5][6]
- 2015: лауреат премии Роберто Кальдейро Барсиа (PEDECIBA)[7]